# Trio Stendhal
Trio Stendhal – węgierska grupa jazzowa działająca w latach 1987-1993.

## Skład zespołu[2]
- Dés László - saksofon
- Horváth Kornél – instrumenty perkusyjne
- Snétberger Ferenc – gitara

## Dyskografia[4]

### Albumy studyjne
- I (1989)
- Earthsound (1990)
- Something Happened (1992)
- Zörr (1992); razem z Amadinda, Locomotiv GT

### Albumy koncertowe
- Live! (1993)